# Лоуренс против Техаса
Лоуренс против Техаса (англ. Lawrence v. Texas, 539 U.S. 558) — судебный процесс 2003 года, который привёл к отмене в США уголовной ответственности за однополый секс между взрослыми партнёрами по взаимному согласию.
Своим решением Верховный суд США отменил Закон о содомии штата Техас, а также отменил действие других подобных законов, запрещавших в тринадцати различных штатах всевозможные добровольные сексуальные практики, считавшиеся «неестественными» (например, оральный секс) независимо от того, совершаются ли они между однополыми или разнополыми партнёрами.
Мнение большинства было высказано судьёй Кеннеди и поддержано судьями Саутером, Брейером, Гинзбург и Стивенсом. Судья О’Коннор также поддержала вывод о несоответствии техасского закона Конституции, сделанный Кеннеди, однако высказала особое мнение (считая неверной мотивацию решения, в частности, по поводу утверждения об ошибочности решения в деле «Боуэрс против Хардвика» 1986 года). Судьи Томас, Скалиа и Ренквист высказались против решения большинства.

## Предшествующие события
17 сентября 1998 года примерно в 22:30 вечера 60-летний Джон Лоуренс (англ. John Geddes Lawrence) и 36-летний Тайрон Гарнер (англ. Tyron Garner) занимались в квартире Лоуренса анальным сексом по обоюдному согласию, на чём и были взяты с поличным полицейским Джозефом Квином (англ. Joseph Quinn), сумевшим легко войти через незапертую дверь квартиры. Полицейский был вызван гомофобным 41-летним соседом Роджером Нэнсом (англ. Roger Nance), который при вызове обманул полицию, сообщив о вооружённом нападении. За этот обман позднее он был приговорён к 15 суткам заключения.
Согласно техасскому уголовному законодательству (Texas Penal Code, Chapter 21, Section 21.06), анальный секс между мужчинами считался преступлением. Однако закон на практике фактически не применялся. Застигнутые на месте преступления Лоуренс и Гарнер были арестованы шерифом округа Харрис, провели ночь в тюрьме и наутро были освобождены под залог в 200 долларов за каждого.
Капитан Дон Мак-Вильямс (англ. Don McWilliams), пресс-секретарь шерифа, в официальном сообщении по данному поводу заявил:
Я никогда не думал, что мы когда-нибудь кого-либо арестуем при таких обстоятельствах. Но закон есть закон. Мы не можем выдать нашим полицейским список с законами, которые должны соблюдаться, и законами, нарушением которых можно пренебрегать.

## Судопроизводство
20 ноября 1998 года Лоуренс и Гарнер были оштрафованы мировым судьёй Майком Пэрротом (англ. Mike Parrott) на 125 долларов каждый в соответствии с техасским законодательством. Мужчины обратились с иском в уголовный суд округа Харрис, так как, по их мнению, наложенные штрафы противоречили 14-й поправке к Конституции США, гарантирующей равенство всех граждан перед законом (существующее законодательство запрещало лишь анальный секс между мужчинами, но не между мужчиной и женщиной). Однако суд не удовлетворил иск и взыскал с истцов дополнительно судебные издержки по 142,25 доллара с каждого.
4 ноября 1999 года Лоуренс и Гарнер обратились в Апелляционный суд Четырнадцатого округа Техаса. В обоснование своего обращения они указали на нарушение равенства граждан и вторжение в частную жизнь. Суд так же отклонил требования истцов.
13 апреля 2001 года мужчины обратились в апелляционный суд по уголовным делам штата Техас, где им снова было отказано в удовлетворении их требований. Последним шагом был процесс в Верховном суде США, в который Лоуренс и Гарнер обратились 16 июля 2002 года.

## Решение суда
В 1986 году Верховный Суд уже анализировал подобный случай в штате Джорджия при рассмотрении дела «Боуэрс против Хардвика». Тогда Верховный суд решением пяти против четырёх судей признал призыв истцов к равноправию всех граждан перед Конституцией смехотворным и оставил закон в силе.
При рассмотрении дела Лоуренса Верховному суду было нелегко принять противоположное решение в аналогичной ситуации, поскольку это могло подорвать авторитет Верховного суда. Кроме того, такой приговор мог бы потребовать пересмотра значительного количества старых дел.
И всё же 26 июня 2003 года Верховный суд шестью голосами против трёх удовлетворил иск Лоуренса, признав техасский закон недействительным. Своё решение судьи обосновали тем, что закон нарушает гарантированное Конституцией США право личности на частную жизнь.

### Аргументы судей

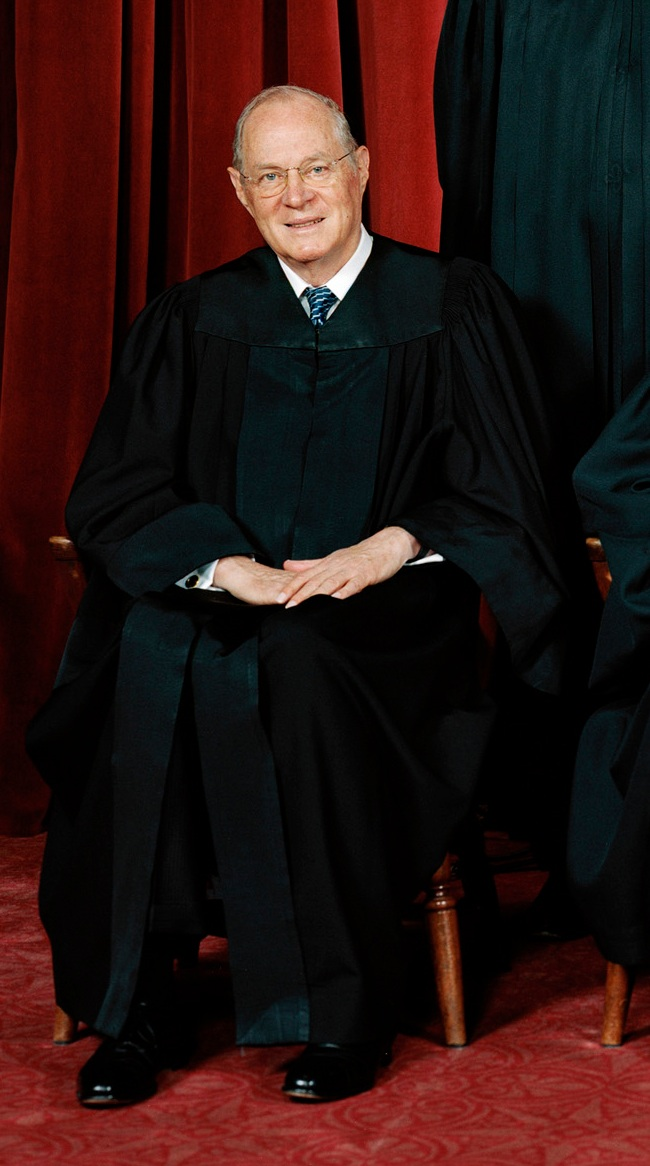
Судья Энтони Кеннеди.

Мнение большинства судей выразил судья Кеннеди, к которому присоединились Стивенс, Саутер, Гинзбург и Брейер. Судьи предали резкой критике давнее решение по делу «Боуэрс против Хардвика», которое было вынесено, как утверждали судьи, главным образом, по причине осуждения гомосексуальных контактов в западном мире и в западной истории.
Судья Кеннеди в обсуждении сослался на дело «Даджен против Великобритании», рассматривавшееся в 1981 году в Европейском суде по правам человека, который постановил, что судебное преследование за гомосексуальные контакты по обоюдному согласию нарушает восьмую статью Европейской конвенции о правах человека. По мнению Кеннеди, решение Верховного суда США по делу «Боуэрс против Хардвика» было неправильным тогда и остаётся неправильным и сегодня, так как добровольные сексуальные контакты между взрослыми людьми являются неотъемлемой частью личной свободы и должны защищаться 14-й поправкой Конституции США.
Судья О'Коннор хотя и высказалась в пользу истцов, однако привела другие аргументы. Так как в 1986 году при голосовании по делу «Боуэрс против Хардвика» она присоединилась к мнению большинства, О’Коннор отказалась признавать сексуальность частью гарантированных Конституцией свобод гражданина. Указав, что данный закон является дискриминационным по отношению лишь к одной конкретной группе людей, О’Коннор высказалась в пользу конституционности законодательства, регулирующего сексуальную жизнь граждан, пока такое законодательство не дискриминирует определённые группы людей. Техасский закон же запрещал лишь гомосексуальные анальные контакты.
Судья Скалиа категорически отказывался признавать решение по делу «Боуэрс против Хардвика» ошибочным. Он опасался, что теперь потребуется пересмотр множества других дел, базирующихся на этом решении. Кроме того, по его мнению, нельзя интерпретировать Конституцию и поправки к ней в свете общественных изменений, а нужно применять её нормы по возможности с буквальной точностью. Судьи Ренквист и Томас поддержали мнение Скалиа.
Судья Томас высказал мнение, что законы против содомии хоть и «необычайно глупы», однако не нарушают Конституцию страны. Поэтому, согласно Томасу, государство вправе вводить подобные законы.

## Последствия для США

Отмена законов о содомии в США.
Отменены до 1970 года.
Отменены в 1970-1979 годах.
Отменены в 1980-1989 годах.
Отменены в 1990-1999 годах.
Отменены в 2000-2002 годах.
Отменены в 2003 году вследствие решения ВС США.

Хотя во многих американских штатах законы против содомии были отменены ранее (в некоторых штатах за десятилетия до рассматриваемого случая), в 2003 году оставалось ещё несколько штатов, в которых подобное законодательство ещё оставалось в силе. Это были Алабама, Флорида, Айдахо, Луизиана, Миссисипи, Северная Каролина, Южная Каролина, Виргиния и Юта. После решения Верховного Суда США по делу «Лоуренс против Техаса» в 2003 году во всех этих штатах законы против содомии были также отменены.
В некоторых штатах существовали более жёсткие законы, которые запрещали не только анальный секс между мужчинами, но и гетеросексуальные анальные контакты, а также различные другие «неестественные» формы сексуальной активности, как например, оральный секс. Все эти законы также были отменены вследствие решения Верховного Суда по делу Лоуренса.
В 2009 году в деле «Стерн против Косби» (Case 1:07-cv-08536-DC, 12.08.2009) окружной суд Нью-Йорка постановил, что публичное обвинение человека в гомосексуальности не является клеветой, так как однополые сексуальные контакты в США более не считаются преступлением.